# Plymouth Valiant
La Valiant è un'autovettura compact prodotta dalla Plymouth dal 1960 al 1976.

## Il contesto
Durante gli anni cinquanta le autovetture statunitensi erano diventate molto più grandi e pesanti dei modelli dei decenni precedenti. Ciò fu causato dal desiderio di gran parte della clientela di avere delle auto dalle dimensioni considerevoli. Così facendo, i maggiori produttori americani crearono però un vuoto nel mercato che fu poi riempito dai modelli della AMC e da alcuni veicoli importati come il Volkswagen Maggiolino. Alla fine degli anni cinquanta il successo di vendite della AMC e della Volkswagen fu così grande che non poteva più essere ignorato. Il gruppo Chrysler decise quindi di lanciare sui mercati un modello compatto, la Valiant. La stessa strategia fu anche seguita dalla Chevrolet e dalla Ford che lanciarono, rispettivamente, la Chevrolet Corvair e la Ford Falcon, vale a dire due modelli della stessa categoria della Valiant.
La Valiant fu poi venduta anche su molti mercati esteri, tra cui in Australia, Canada, Messico, Nuova Zelanda, Sudafrica, Argentina, Brasile, Svizzera, Finlandia, Svezia, oltre che in diverse nazioni in Sud America ed in Europa orientale. In Australia, in particolare, fu venduta come Chrysler Valiant dal 1962 al 1981. La rivista Road & Track definì la Valiant "una delle migliori auto statunitensi allora in circolazione". Basata sul pianale A del gruppo Chrysler, la Valiant aveva il motore montato anteriormente e la trazione posteriore. Da notare l'adozione, novità assoluta,di un alternatore al posto della dinamo.

## La prima serie: 1960–1962

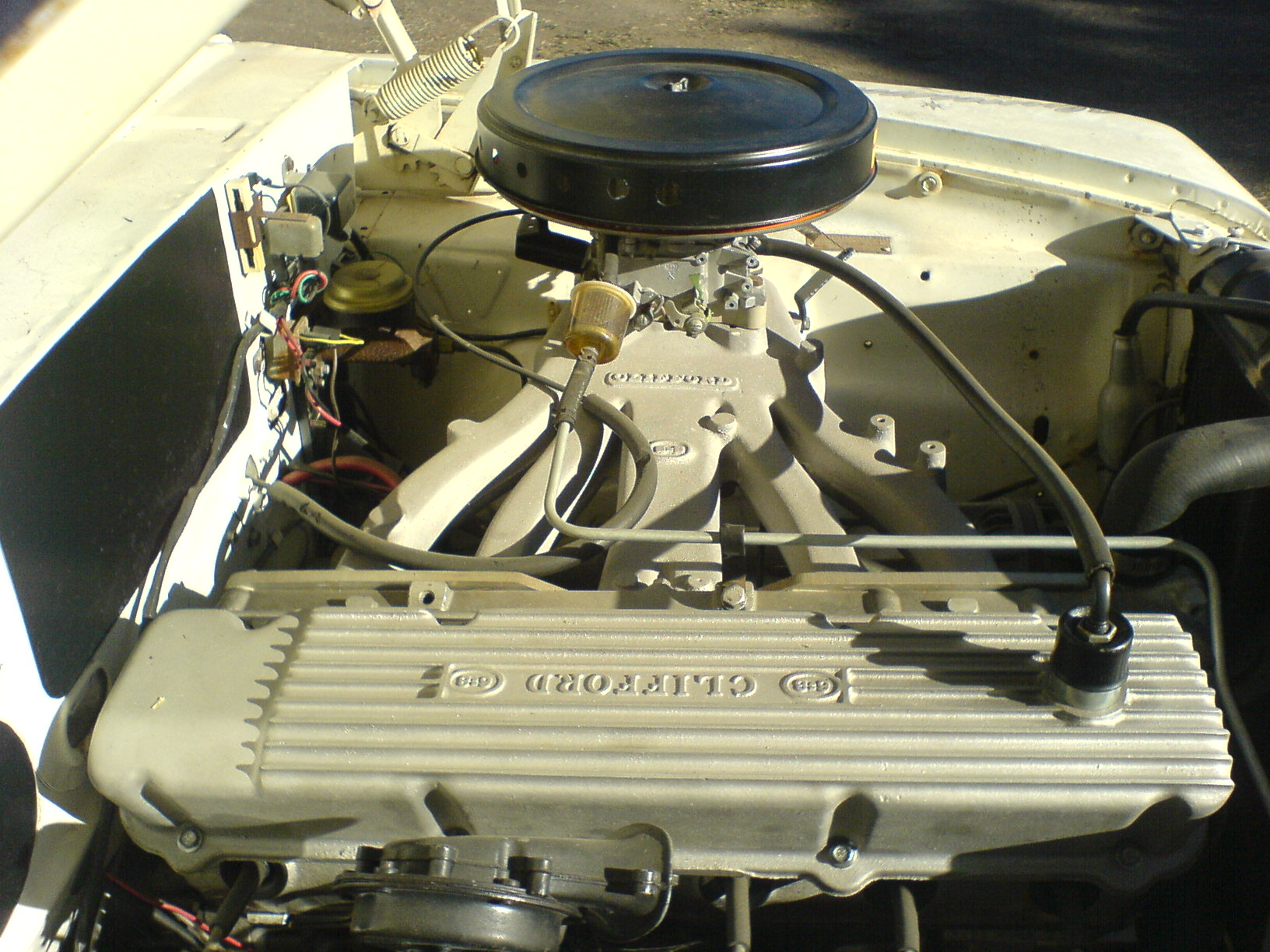
Il motore Slant-6 montato su una Plymouth Valiant del 1962

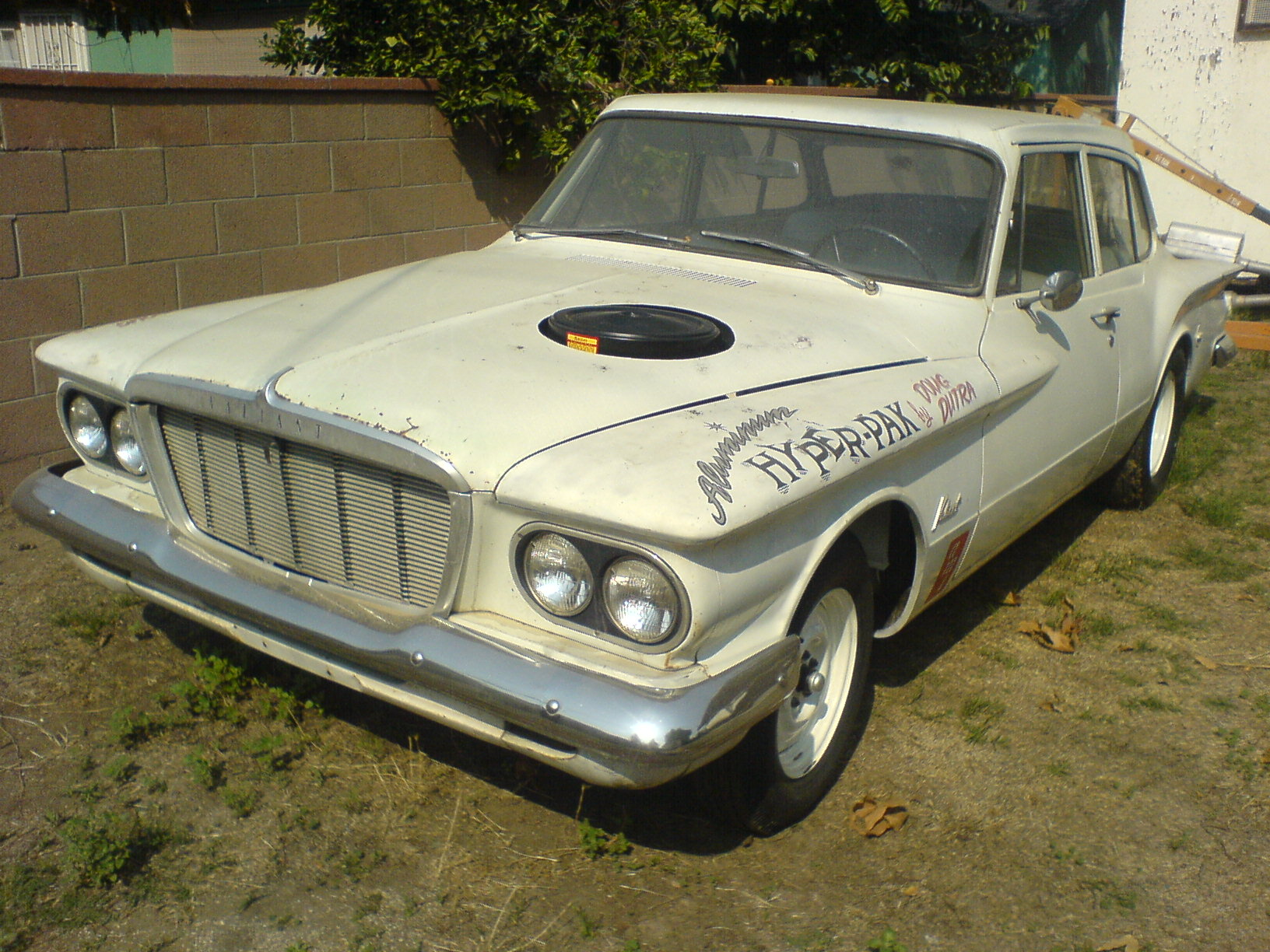
Una Plymouth Valiant del 1962 con motore Hyper-Pak

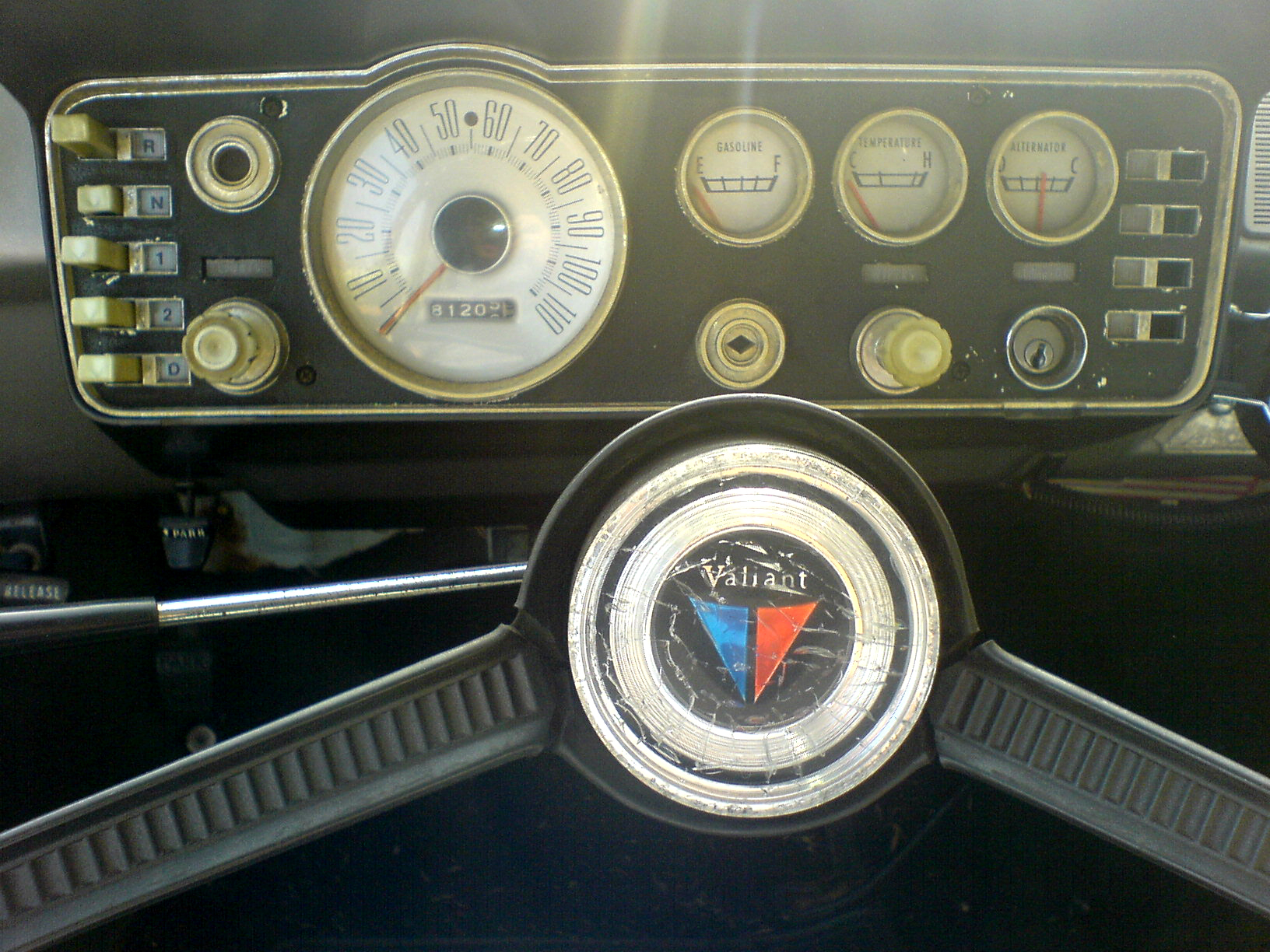
Il quadro strumenti di Plymouth Valiant del 1962

Nel maggio del 1957, il presidente del gruppo Chrysler, Lester Colbert, decise di avviare la progettazione di un nuovo modello compatto. Virgil Exner, responsabile del design del gruppo, disegnò un modello più piccolo e leggero delle auto medie contemporanee che però possedeva un abitacolo ed un bagagliaio sufficientemente spaziosi. La Valiant, questo il suo nome, debuttò il 26 ottobre 1959 al salone dell'automobile di Londra. Venne introdotta per il model year 1960 ed all'inizio della commercializzazione era in vendita come un marchio a sé stante. Dal model year 1961, la Valiant fu invece identificata come modello Plymouth. La Dodge Lancer, che fu introdotta nel 1961, fu essenzialmente una versione della Valiant ottenuta tramite badge engineering. La Valiant aveva una linea innovativa che presentava un aspetto generale di chiara derivazione europea, nonostante avesse molti particolari tipici delle vetture Chrysler dell'epoca, come le pinne posteriori oppure i fanali ad "occhi di gatto".
La Valiant aveva installato due tipi di motore. Uno era il nuovo Slant-6 a sei cilindri in linea da 3,7 L di cilindrata, che era soprannominato così perché era inclinato di 30° ("slant" in inglese significa "inclinato" mentre "6" si riferiva al numero dei cilindri). Questa inclinazione consentiva un cofano dalle linee più basse e l'installazione di un motore più corto. Il propulsore, poi, possedeva molti componenti di alluminio. Il metallo citato era anche utilizzato in molte parti strutturali della vettura.
Alcuni esemplari di questa serie di Valiant parteciparono a gare NASCAR. Questi esemplari erano forniti di una versione speciale del motore Slant-6 che era chiamata Hyper-Pak e che aveva una cilindrata di 2,8 L. Questo motore fu poi anche installato sulla versione in vendita.
La Valiant era realizzata sul pianale A del gruppo Chrysler, che possedeva una struttura a monoscocca. Questo tipo di struttura non era utilizzata dalla Chrysler dagli anni trenta, cioè dai tempi della Airflow. La monoscocca fu preferita al più convenzionale telaio separato. Le sospensioni anteriori era a bracci di controllo di lunghezza diversa e barre di torsione, mentre nel retrotreno erano presenti un assale rigido e delle balestre asimmetriche. I cambi disponibili erano due, entrambi a tre rapporti. Uno di essi era manuale, mentre l'altro era automatico. La Chrysler utilizzò sulla Valiant, e sugli altri modelli basati sul pianale A, questo schema meccanico ininterrottamente per l'intero periodo in cui furono prodotte le vetture, anche se furono operate delle revisioni nel 1962, nel 1967, nel 1968 e nel 1973.
La prima serie di Valiant, sebbene venduta in tre anni distinti, fu commercializzata in quattro versioni differenti a cui corrispondevano tre momenti in cui il modello fu revisionato anche meccanicamente. Queste versioni corrispondono a quattro periodi specifici, vale a dire l'inizio del 1960, cioè la Valiant d'esordio, la fine 1960, il 1961 ed il 1962. Durante l'intero periodo in cui in commercio, la prima serie della Valiant venne offerta con due tipi di carrozzeria, berlina quattro porte e familiare quattro porte e due posti. Dal 1960 al 1961 fu offerta invece la versione familiare quattro porte e tre posti, mentre dal 1961 al 1962 venne commercializzata la coupé due porte.
Questa serie di Valiant è stata assemblata ad Hamtramck nel Michigan, a Maywood in California, a Detroit, a Newark nel Delaware ed a Fenton nel Missouri.

## La seconda serie: 1963–1966

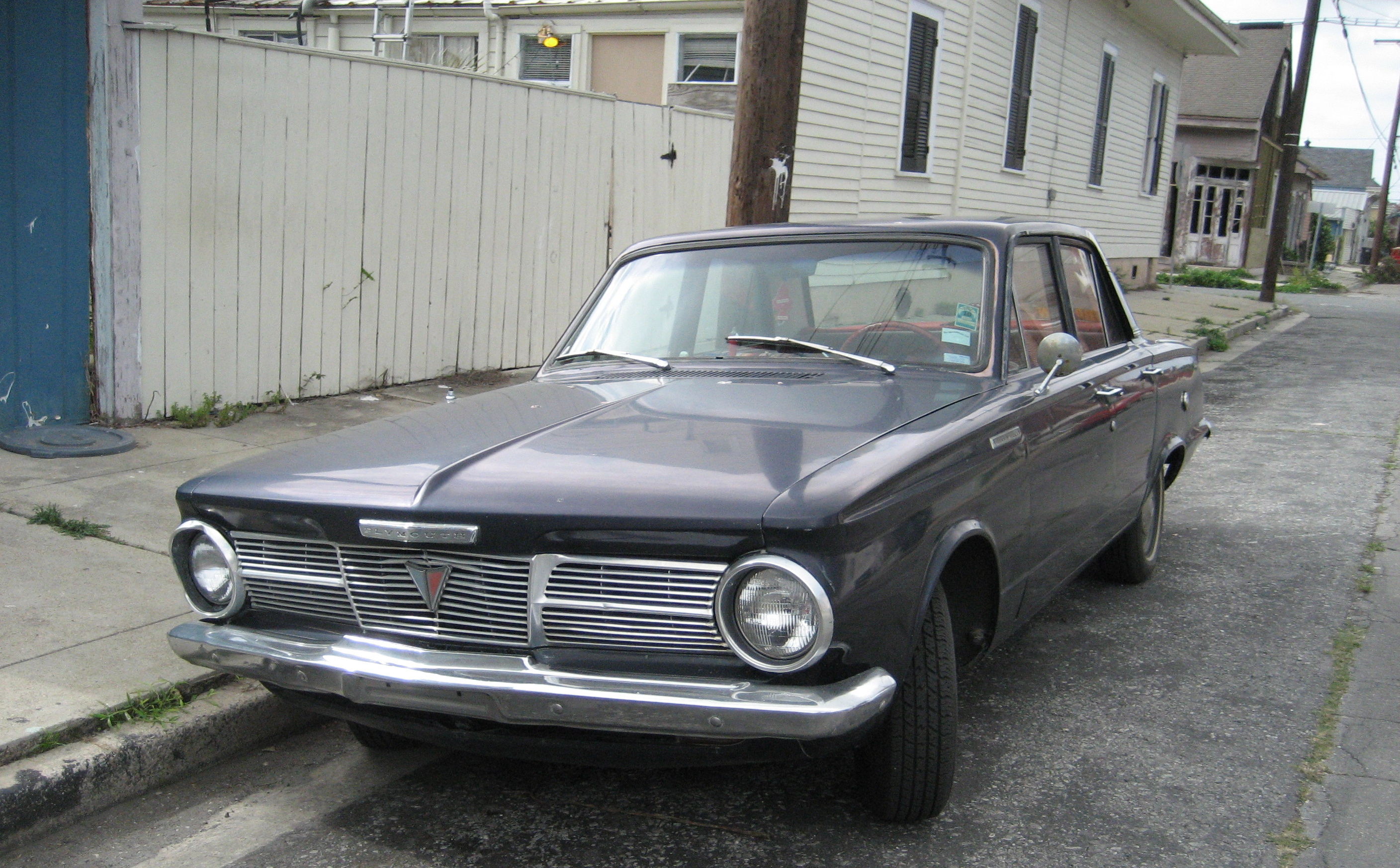
Una Plymouth Valiant del 1965

La Valiant fu oggetto di un restyling nel 1963, nell'occasione del quale venne accorciato leggermente il passo. Il modello ora aveva un largo e piatto cofano anteriore, oltre che un portellone del bagagliaio più squadrato e livellato. La linea di cintura partiva dalla parte posteriore ed arrivava al bordo dei parafanghi anteriori. La calandra invece fu resa più squadrata e vennero previsti dei bordi più netti. Fu migliorato anche l'equipaggiamento.
Questa seconda serie di Valiant venne offerta in versione berlina quattro porte, familiare due porte e due posti, hardtop due porte e cabriolet due porte. Queste ultime due furono offerte solo con gli allestimenti V200 e Signet.
Vennero confermati i motori da 2,8 L e 3,7 L della serie precedente. In aggiunta, fu offerto un motore V8 da 4,5 L, di cui fu disponibile anche una versione ad alte prestazioni.
Sull'allestimento Signet, nel model year 1963, fu introdotto tra le opzioni il primo tettuccio rivestito in vinile della storia della Plymouth. All'esordio, questa serie di Valiant venne ben accolta dai mercati. A seguito di questo successo, nel 1964 la Valiant fu aggiornata e resa più affidabile e brillante in fatto di prestazioni. I cambiamenti inclusero l'aggiornamento della calandra e l'installazione di fanali posteriori verticali, che sostituirono i gruppi ottici orizzontali caratteristici degli ultimi modelli della serie precedente. Nel 1965 i cambiamenti furono minimi, ma nel 1966 la Valiant fu oggetto di modifiche di rilievo che coinvolsero la calandra, i parafanghi, i paraurti, la parte posteriore ed il tettuccio.
Questa serie di Valiant ebbe disponibile tra le opzioni anche il nuovo cambio A833 manuale a quattro rapporti, che venne offerto con una leva realizzata dalla Hurst. Di serie, invece, era offerta una trasmissione automatica Torqueflite a tre rapporti. Tra le opzioni fu anche montato un differenziale a scorrimento limitato che forniva sicurezza in caso di pioggia ed offriva benefici in fatto di trazione. Questa serie di Valiant fu molto popolare negli Stati Uniti, in Canada ed in altri paesi.
La seconda serie della Valiant è stata assemblata ad Hamtramck nel Michigan, a Los Angeles in California, a Detroit, a Newark nel Delaware, a Saint Louis nel Missouri e Windsor in Canada.

## La terza serie: 1967–1973

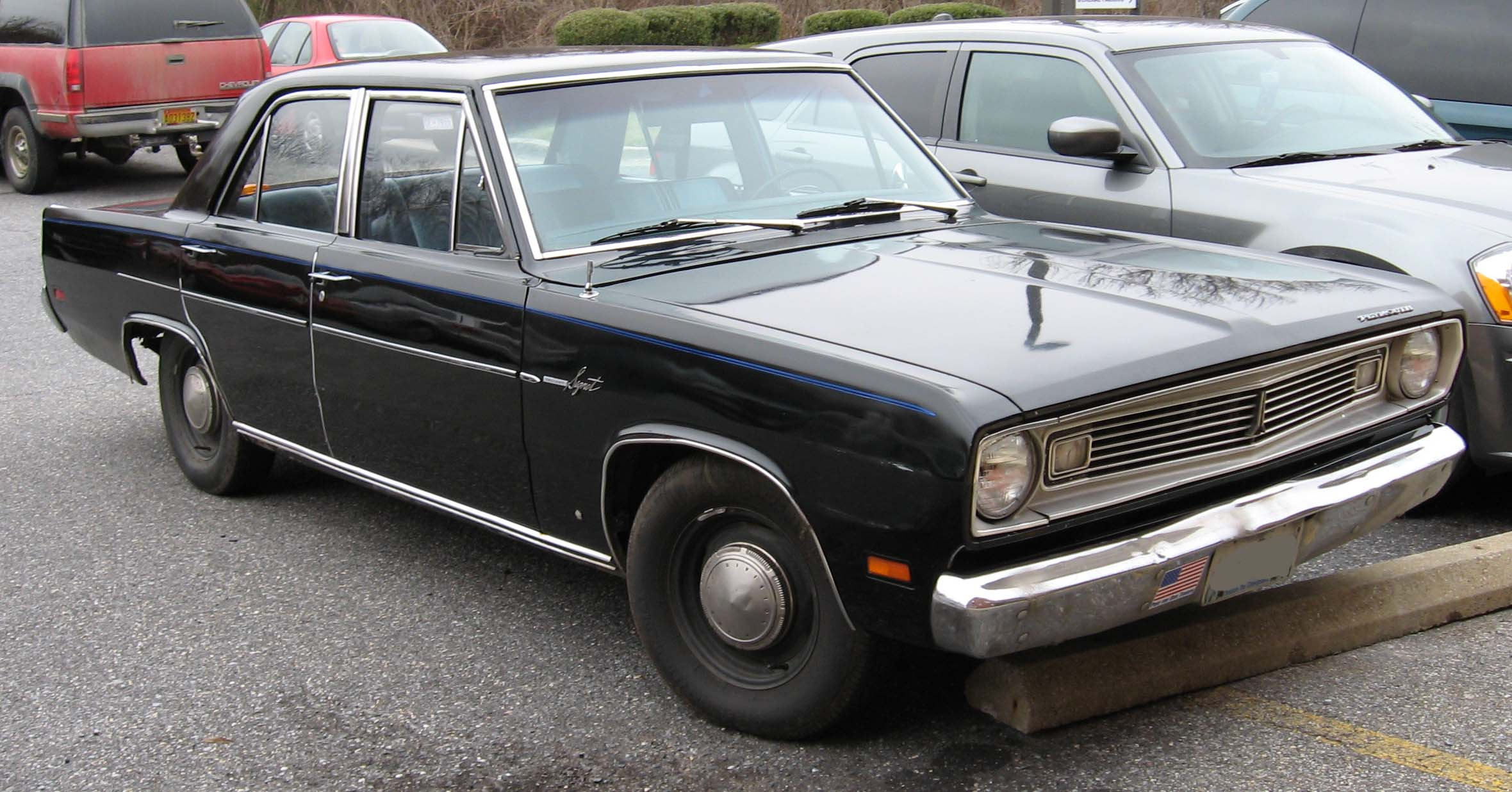
Una Plymouth Valiant Signet del 1969

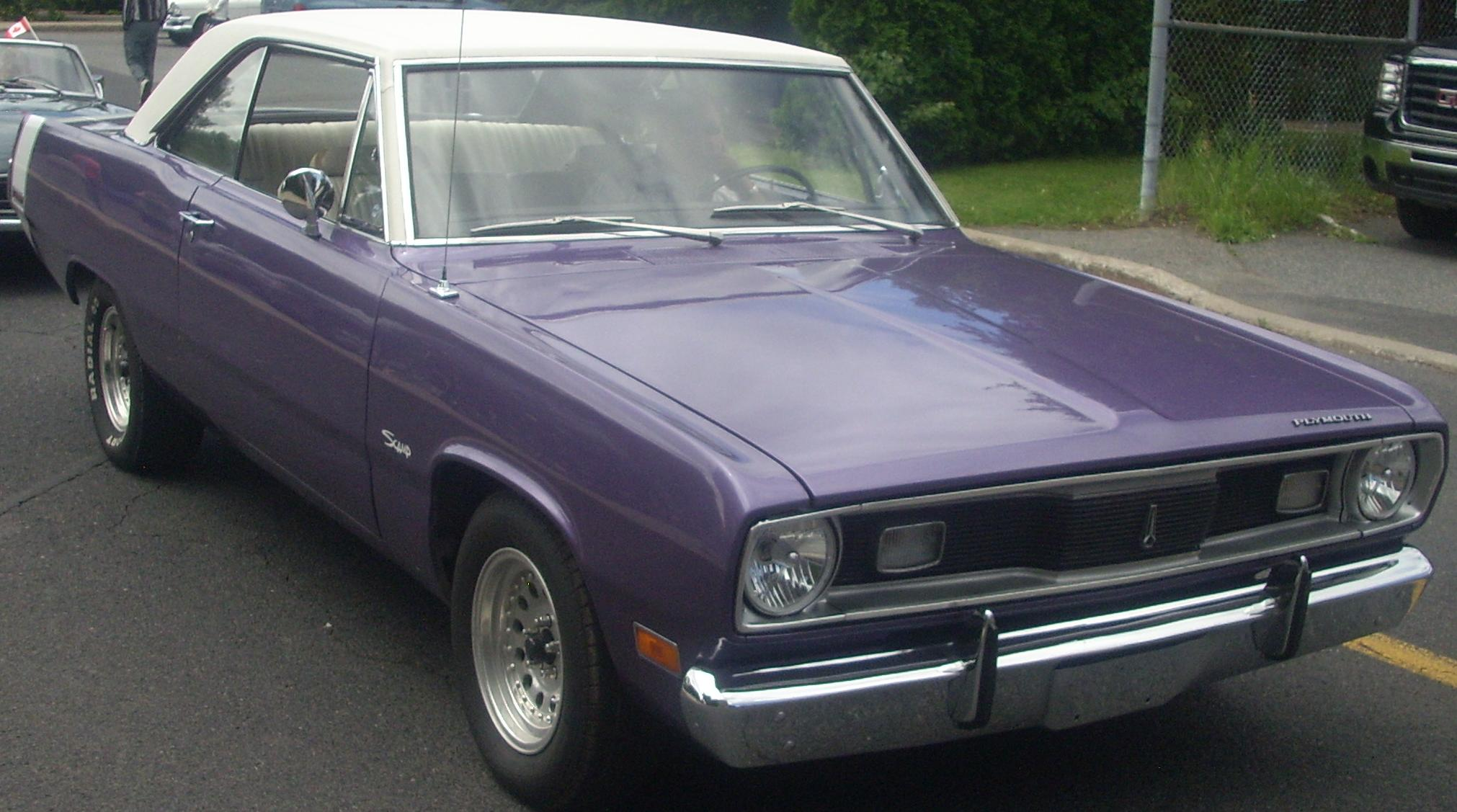
Una Plymouth Valiant Scamp del 1971

La Valiant venne completamente ridisegnata per il model year 1967. Nell'occasione, furono tolte dal mercato le versioni familiare e cabriolet. L'offerta prevedeva delle berline due e quattro porte, ed hardtop due porte. Le berline a quattro porte vennero offerte dal 1967 al 1973, mentre quelle a due porte furono in commercio dal 1967 al 1969. Invece, le hardtop furono sui listini dal 1971 al 1973. Il nuovo design prevedeva una linea semplice e squadrata. I motori disponibili per questa serie di Valiant furono dei sei cilindri in linea da 2,8 L, 3,2 L e 3,7 L, e dei V8 da 4,5 L, 5,2 L e 5,6 L.
Nel 1968 il modello fu rivisto e nell'occasione venne modificata la calandra. Nel 1969 la griglia fu modifica nuovamente e nel contempo vennero aggiornati l'allestimento e le luci posteriori. Sempre nel 1969 venne migliorato il sistema di aspirazione dell'aria dei motori. Inoltre, furono anche migliorati i freni, il servosterzo ed il differenziale.
Nel 1970 la Valiant fu oggetto di rinnovamenti marginali. Nell'occasione, fu rivista la calandra e venne tolta dai listini la versione due porte berlina, che fu sostituita l'anno seguente dalla versione coupé. Nel 1971 furono nuovamente applicati modifiche minori ed ancora una volta fu aggiornata la calandra. Nel 1970 e nel 1971 furono anche rivisti marginalmente gli interni. Nel 1971 vennero applicate anche modifiche alla meccanica con l'obiettivo di migliorare la guidabilità e limitare le emissioni inquinanti. Per quest'ultimo aspetto, fu necessario operare in tal senso dopo la promulgazione di nuove leggi che abbassarono i limiti massimi ammissibili della concentrazione delle sostanze inquinanti nei gas di scarico.  Come conseguenza, i motori vennero gradualmente depotenziati. Nel 1971 le vendite della Valiant toccarono un record, raggiungendo il numero di 256.930 esemplari commercializzati. Per tale motivo, l'anno successivo gli aggiornamenti alla Valiant furono minori. Nel 1972, furono ritoccate solo la calandra e le luci posteriori.
All'inizio del 1971 fu lanciata sui mercati una versione della Dodge Dart Swinger, ottenuta tramite badge engineering, a cui fu dato il nome di Valiant Scamp. Questo modello utilizzava la carrozzeria due porte hardtop della Dart Swinger ed alcune parti della Dart del 1970. Nel 1972 le vendite della Valiant stabilirono il record assoluto con 330.373 esemplari commercializzati.
Nel 1973 il modello fu oggetto di un nuovo aggiornamento che coinvolse la calandra ed i paraurti. Questi ultimi, in particolare, furono conformati a nuove leggi concernenti la sicurezza. Queste nuove norme prescrivevano l'obbligo di montare dei paraurti anteriori che resistessero ad urti fino a 8 km/h. Inoltre, vennero installati dei rinforzi alle portiere che consentivano al veicolo di resistere molto meglio agli impatti laterali.
Negli anni settanta la Valiant copriva più del 40% delle vendite totali della Plymouth. Questi modelli ebbero poi anche un grande successo sui mercati esteri. In diversi di questi mercati la Valiant era fabbricata tramite complete knock down e perciò gli esemplari costruiti in tali paesi presentavano un miscuglio di tratti caratteristici dei modelli statunitensi e di tratti peculiari dei Paesi dove era eseguito l'assemblaggio finale.
La terza serie della Valiant è stata assemblata ad Hamtramck nel Michigan, a Los Angeles in California, a Detroit, a Newark nel Delaware, a Saint Louis nel Missouri, a Belvidere nel Illinois e Windsor in Canada.

## La quarta serie: 1974–1976

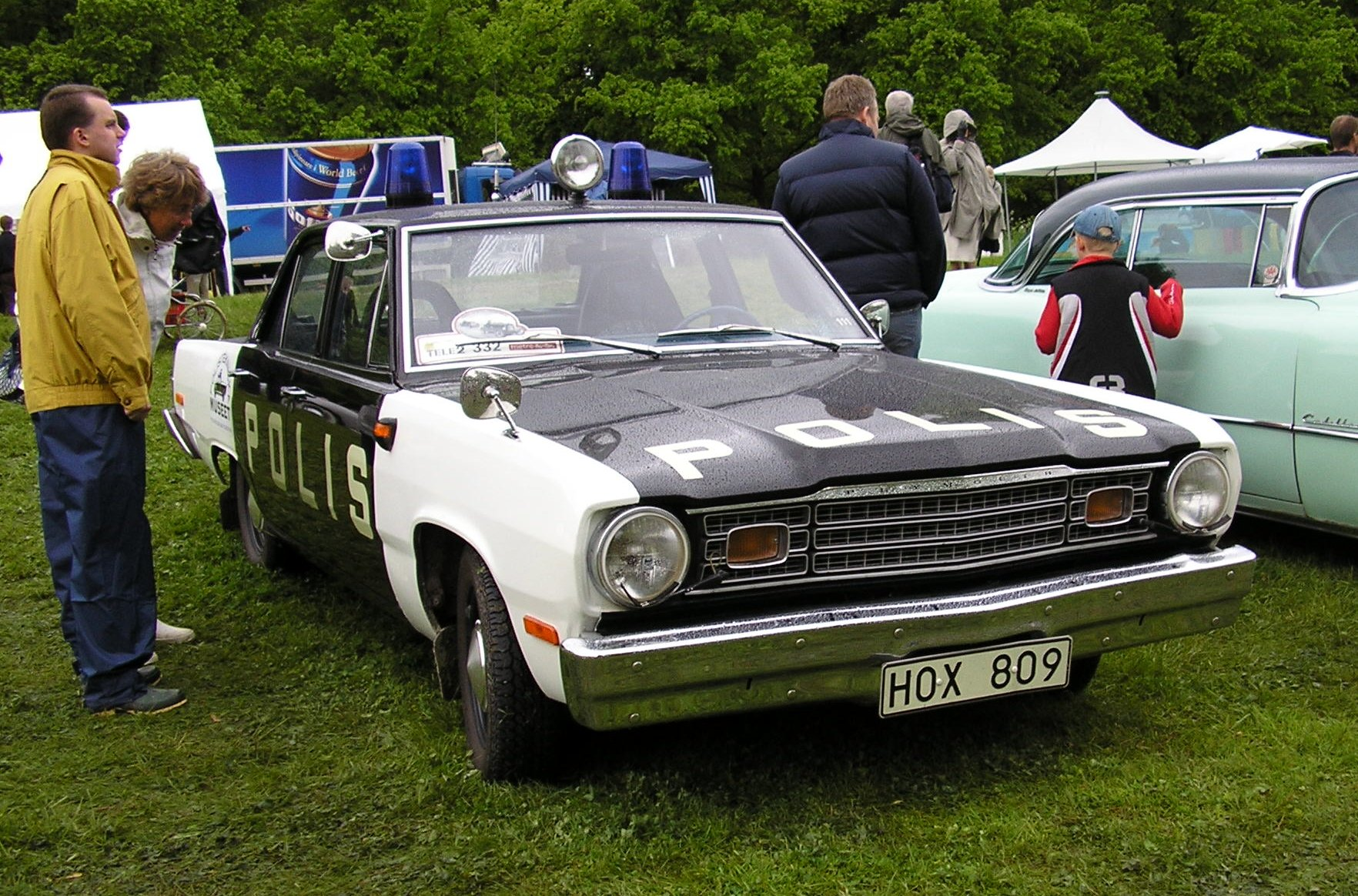
Una Valiant del 1974 in dotazione alla polizia svedese

Nel 1974 la variante del pianale A del gruppo Chrysler avente un passo di 2.743 mm fu ritirato dal mercato e quindi la Valiant berlina divenne, in sostanza, quasi identica alla Dart. La maggior grandezza si ripercosse soprattutto sul montante centrale e sui parafanghi posteriori. La calandra ed i lamierati anteriori installati nel 1973 rimasero pressoché immutati e quindi furono riproposti anche sulla quarta serie della Valiant. I paraurti vennero però cromati. In particolare, quelli posteriori furono uniformati a resistere anch'essi ad urti inferiori a 8 km/h.
Nel 1974 fu introdotta la Valiant Brougham, che fu affiancata dalla "gemella" Dodge Dart Special Edition. Entrambe erano delle auto lussuose dalle dimensioni compatte e furono lanciate sui mercati per fornire ai clienti delle auto di alto livello che avessero consumi di carburanti limitati. Infatti, dopo la crisi energetica iniziata nel 1973, il mercato statunitense era diventato sensibile al consumo di carburante delle autovetture, che infatti vennero gradualmente rimpicciolite e furono dotate di motori più piccoli. La Brougham aveva in dotazione cromature abbondanti, un tettuccio in vinile, dei tappetini speciali, degli interni in velluto, dei componenti dell'abitacolo imbottiti e dei copricerchioni speciali. Molta parte dell'equipaggiamento che sulla Valiant standard era offerto tra le opzioni, sulla Brougham era tra la dotazione di serie. Tra esso, erano ad esempio offerti di serie il servosterzo, il servofreno, l'aria condizionata, il cruise control, lo sbrinatoreelettrico del lunotto e l'autoradio.
Nel 1975 furono operati dei cambiamenti minori. Nell'occasione fu però introdotto, sulla stragrande maggioranza dei mercati, il convertitore catalitico. Sempre nel 1975 la Valiant fu dotata di dispositivi la cui funzione era quella di limitare il consumo di carburante. Vennero infatti montati un nuovo tipo di pneumatici, una nuova tipologia di cambio e delle candele speciali. Inoltre, fu installato un dispositivo che avvisava il conducente, tramite una spia luminosa, quando il veicolo stava consumando troppo carburante. I modelli del 1976 erano praticamente identici a quelli dell'anno precedente. Nell'anno in questione fu però disponibile un pacchetto speciale destinato all'uso del modello come auto della polizia.
I motori disponibili per questa serie di Valiant furono dei sei cilindri in linea da 3,2 L e 3,7 L, e dei V8 da 5,2 L, 5,6 L e 5,9 L.
La quarta serie della Valiant è stata assemblata ad Hamtramck nel Michigan, a Detroit, a Newark nel Delaware, a Saint Louis nel Missouri, a Belvidere nel Illinois e Windsor in Canada.
La Valiant uscì di produzione nel 1975 e venne sostituita dalla Plymouth Volaré.